# Beatton Provincial Park
Beatton Provincial Park är en park i Kanada.   Den ligger i Peace River Regional District och provinsen British Columbia, i den centrala delen av landet, 3 300 km väster om huvudstaden Ottawa. Beatton Provincial Park ligger 759 meter över havet. Den ligger vid sjön Charlie Lake.
Terrängen runt Beatton Provincial Park är platt norrut, men söderut är den kuperad. Närmaste större samhälle är Fort St. John, 8,9 km sydost om Beatton Provincial Park.
Omgivningarna runt Beatton Provincial Park är en mosaik av jordbruksmark och naturlig växtlighet. Runt Beatton Provincial Park är det tätbefolkat, med 319 invånare per kvadratkilometer.